# Dương Dũng
Dương Dũng (28 tháng 10 năm 1913 - 6 tháng 1 năm 1983) là một vị tướng phục vụ trong Quân Giải phóng Nhân dân Trung Quốc, là Thượng tướng Quân Giải phóng Nhân dân Trung Quốc. Ông là Bí thư Ban Bí thư Ủy ban Trung ương Đảng Cộng sản Trung Quốc từ tháng 9 năm 1982 đến tháng 1 năm 1983, và Tỉnh trưởng Ủy ban Nhân dân tỉnh Quý Châu, từ tháng 12 năm 1949 đến tháng 12 năm 1954.

## Tiểu sử
Dương Dũng tên khai sinh là Dương Thế Tuấn (tiếng Trung: 杨世峻/杨世峻) tại thị trấn Văn Gia của Lưu Dương, tỉnh Hồ Nam, Trung Quốc.

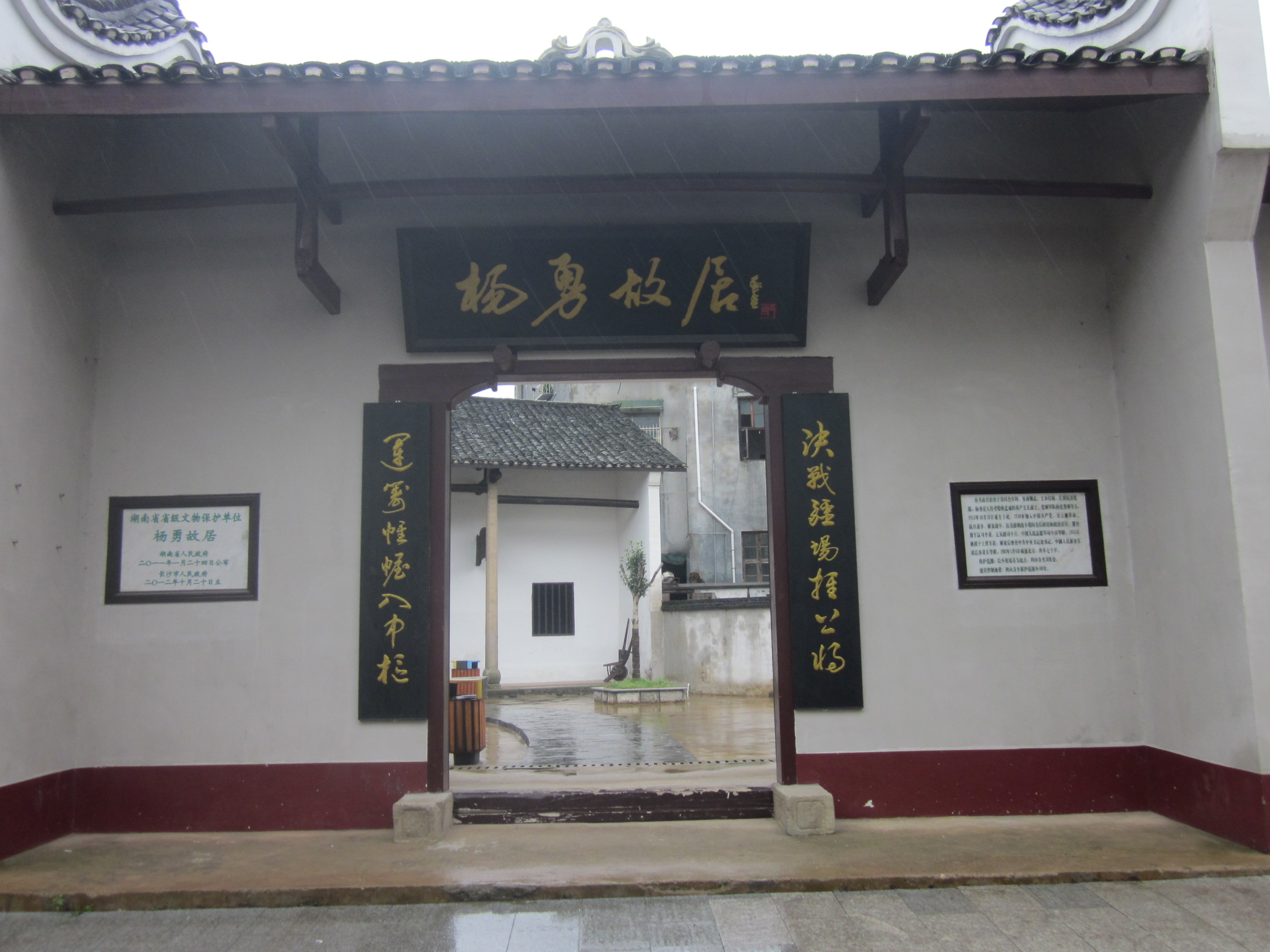
Nhà ở của Dương Dũng

Năm 1926, ông gia nhập Đội Thiếu niên Tiên phong Trung Quốc và làm đội trưởng. tháng 4 năm 1927, ông gia nhập Đoàn Thanh niên Cộng sản Trung Quốc. Sau sự biến Mã Nhật, ông tham gia vào Vạn lý Trường chinh.
Tháng 2 năm 1930, ông gia nhập Đảng Cộng sản Trung Quốc và Hồng quân Công Nông Trung Quốc, vào thời điểm đó, ông tham gia Chiến dịch Bao vây lần thứ Năm chống lại Xô viết-Giang Tây.
Trong cuộc chiến tranh Trung-Nhật lần thứ hai, ông bị thương trong trận Bình Hình quan.
Tháng 5 năm 1940, ông phục vụ với tư cách là tư lệnh của Quân khu Tây Sơn Đông.
Năm 1945, ông tham gia chiến dịch Hàm Đan, sau đó là chiến dịch Long Hải, chiến dịch Định Đào và chiến dịch Hoài An.
Tháng 7 năm 1947, ông tham gia chiến dịch Tây Hà Nam, chiến dịch Vận Thành. Một năm sau, ông tham gia chiến dịch Hoài Hải. Sau năm 1949, ông chỉ huy cho Quân đội số 5 (gồm cả Quân đoàn 17 và 18) của Tập đoàn quân số hai.
Sau khi thành lập Cộng hòa Nhân dân Trung hoa, ông là tỉnh Tỉnh trưởng Chính phủ Nhân dân tỉnh Quý Châu và là Tư lệnh của Quân khu Quý Châu.
Cuối năm 1950, ông vào Học viện Quân sự Quân Giải phóng Nhân dân Trung Quốc và làm Phó Hiệu trưởng.
Tháng 4 năm 1953, ông đến Triều Tiên để hỗ trợ trong Chiến tranh Triều Tiên.
Ngày 27 tháng 9 năm 1955, ông được thăng quân hàm tướng của Quân Giải phóng Nhân dân Trung Quốc.
Tháng 10 năm 1958, ông được bổ nhiệm làm tư lệnh của Quân khu Bắc Kinh.
Năm 1966, Mao Trạch Đông phát động Cách mạng Văn hóa, ông bị bức hại chính trị và bị ngược đãi; ông được phục hồi chức vụ vào năm 1978.
Năm 1972, ông là phó Tư lệnh Quân khu Thẩm Dương, sau đó ông được chuyển đến Tân Cương.
Tháng 8 năm 1973, ông được bầu làm ủy viên của Ủy ban Trung ương Đảng Cộng sản Trung Quốc, và được bầu lại vào tháng 8 năm 1977.
Tháng 8 năm 1975, ông là tư lệnh của Quân khu Tân Cương.
Tháng 9 năm 1977, ông được chuyển đến Bắc Kinh với tư cách là Phó Tham mưu trưởng Bộ Tổng tham mưu Quân Giải phóng Nhân dân Trung Quốc và là ủy viên của Quân ủy Trung ương Trung Quốc.
Tháng 2 năm 1978, ông được bầu làm ủy viên của Ủy ban Thường vụ Đại hội Đại biểu Nhân dân Toàn quốc.
Tháng 1 năm 1980, ông là Phó Tổng Thư ký Quân ủy Trung ương.
Tháng 9 năm 1982, ông được bầu làm ủy viên của Ủy ban Trung ương Đảng Cộng sản Trung Quốc và Bí thư Ban Bí thư Ủy ban Trung ương Đảng Cộng sản Trung Quốc.
Ngày 6 tháng 1 năm 1983, ông qua đời vì bệnh tật ở Bắc Kinh, hưởng thọ 70 tuổi.